# Boson Z
Bosonii Z (scriși uneori și Bozonii Z, notați Z0), în fizică, sunt o categorie de bosoni, similari cu bosonii W, dar care  nu au sarcină electrică. Împreună cu bosonii W, bosonii Z sunt responsabili de interacțiunea nucleară slabă.